# Samantha Isler
Samantha Isler (née le 26 octobre 1998 à Tulsa) est une actrice américaine. 

## Biographie
Samantha Isler est née le 26 octobre 1998 à Tulsa, Oklahoma.

## Carrière
Elle commence sa carrière en 2013 au cinéma dans Home Run et à la télévision dans la sitcom Sean Saves the World.
En 2015, elle tourne dans un épisode de Supernatural. L'année suivante, elle joue dans Grey's Anatomy et au cinéma dans Captain Fantastic de Matt Ross avec Viggo Mortensen.
En 2017, elle joue la version plus jeune de Molly (incarné par Jessica Chastain à l'âge adulte), dans Le Grand Jeu réalisé par Aaron Sorkin.

## Filmographie

### Cinéma

#### Longs métrages
- 2013 : Home Run de David Boyd : Kendricks
- 2014 : Dig Two Graves d'Hunter Adams : Jake Mather
- 2016 : Captain Fantastic de Matt Ross : Kielyr Cash
- 2017 : Le Grand Jeu (Molly's Game) d'Aaron Sorkin : Molly Bloom jeune

#### Court métrage
- 2012 : No One Knows de Bunee Tomlinson : Hannah

### Télévision

#### Séries télévisées
- 2013 - 2014 : Sean Saves the World : Ellie Harrison
- 2015 : Supernatural : Amara adolescente
- 2016 : Grey's Anatomy : Maya Roberts